# Bahnstrecke Lübeck–Hamburg
| Verlauf der Bahnstrecke Lübeck–Hamburg |                                                                                               |                                                       |                                                       |
| Streckennummer (DB): | 1120 Fernbahn 1241 S-Bahn Hmb-Hbf – Hmb-Hasselbrook 1249 S-Bahn Hmb-Hasselbrook – Bargteheide |                                                       |                                                       |
| Kursbuchstrecke (DB): | 104, 140                                                                                      |                                                       |                                                       |
| Kursbuchstrecke: | 103, 104 (1934) 114 (1946)                                                                    |                                                       |                                                       |
| Streckenlänge: | 62,843 km                                                                                     |                                                       |                                                       |
| Spurweite: | 1435 mm (Normalspur)                                                                          |                                                       |                                                       |
| Streckenklasse: | D4                                                                                            |                                                       |                                                       |
| Stromsystem: | 15 kV 16,7 Hz ~                                                                               |                                                       |                                                       |
| Streckengeschwindigkeit: | 160 km/h                                                                                      |                                                       |                                                       |
| Zugbeeinflussung: | PZB                                                                                           |                                                       |                                                       |
| Zweigleisigkeit: | durchgehend                                                                                   |                                                       |                                                       |
| |                                                                                               |                                                       |                                                       |
| \| \| \| von Puttgarden \| \| \| \| 0,000 \| Lübeck Hbf \| Lübeck Hbf \| \| \| \| nach Bad Segeberg \| \| \| \| 2,150 \| Lübeck Hgbf \| Lübeck Hgbf \| \| \| \| Lübeck-Genin \| \| \| \| 2,488 \| nach Lüneburg, nach Bad Kleinen, nach Schlutup \| nach Lüneburg, nach Bad Kleinen, nach Schlutup \| \| \| \| Trave \| \| \| \| \| von Bad Kleinen (Verbindungskurve bis 1920) \| \| \| \| \| Elbe-Lübeck-Kanal \| \| \| \| 4,7475,800 \| Unterlänge 1053 m \| Unterlänge 1053 m \| \| \| 6,22000 \| Lübeck-Moisling (seit 22. Dezember 2023)[1] \| Lübeck-Moisling (seit 22. Dezember 2023)[1] \| \| \| 7,520 \| Lübeck-Niendorf \| Lübeck-Niendorf \| \| \| \| Trave \| \| \| \| \| A 1 \| \| \| \| \| B 75 \| \| \| \| 15,833 \| Reinfeld (Holst) \| Reinfeld (Holst) \| \| \| \| B 75 \| \| \| \| \| Trave \| \| \| \| \| von Neumünster \| \| \| \| 23,887 \| Bad Oldesloe (S-Bahn geplant) \| Bad Oldesloe (S-Bahn geplant) \| \| \| \| nach Elmshorn \| \| \| \| \| nach Ratzeburg \| \| \| \| \| nach Schwarzenbek \| \| \| \| 29,971 \| Kupfermühle (S-Bahn geplant) \| Kupfermühle (S-Bahn geplant) \| \| \| 30,447 \| A 21 \| A 21 \| \| \| 28,268 35,405 \| Bargteheide (S-Bahn geplant) \| Bargteheide (S-Bahn geplant) \| \| \| \| (Ende geplante separate S-Bahn) \| \| \| \| 23,931 39,910 \| Ahrensburg-Gartenholz (S-Bahn geplant) \| Ahrensburg-Gartenholz (S-Bahn geplant) \| \| \| 40,300 \| Ahrensburg Nord (Awanst) \| Ahrensburg Nord (Awanst) \| \| \| 22,614 41,242 \| Hunnau \| Hunnau \| \| \| 21,408 42,437 \| Ahrensburg (S-Bahn geplant) \| Ahrensburg (S-Bahn geplant) \| \| \| 20,365 43,491 \| U1 Volksdorf – Großhansdorf \| U1 Volksdorf – Großhansdorf \| \| \| \| Ahrensburg West (geplant) \| \| \| \| 16,827 47,029 \| Landesgrenze SH/HH \| Landesgrenze SH/HH \| \| \| 16,079 00,000 \| Stellmoorer Quellfluss \| Stellmoorer Quellfluss \| \| \| 13,583 00,000 \| Wandse \| Wandse \| \| \| 51,000 \| Hamburg-Rahlstedt Bbf (Bft) \| Hamburg-Rahlstedt Bbf (Bft) \| \| \| 12,691 00,000 \| Wandse \| Wandse \| \| \| 12,223 51,665 \| Hamburg-Rahlstedt (S-Bahn geplant) \| Hamburg-Rahlstedt (S-Bahn geplant) \| \| \| 10,864 00,000 \| Wandse \| Wandse \| \| \| 10,496 00,000 \| Hamburg Pulverhof (geplant) \| Hamburg Pulverhof (geplant) \| \| \| \| \| \| \| \| 9,273 54,436 \| Bahnhof Hamburg Tonndorf (S-Bahn geplant) \| Bahnhof Hamburg Tonndorf (S-Bahn geplant) \| \| \| \| \| \| \| \| 7,620 00,000 \| Hamburg Holstenhofweg (geplant) \| Hamburg Holstenhofweg (geplant) \| \| \| 6,829 00,000 \| Systemwechselstelle =/~ (geplant) \| Systemwechselstelle =/~ (geplant) \| \| \| 00,000 57,000 \| Hamburg-Wandsbek Gbf (Bft) \| Hamburg-Wandsbek Gbf (Bft) \| \| \| 6,038 00,000 \| Hamburg Bovestraße (geplant) \| Hamburg Bovestraße (geplant) \| \| \| 5,844 00,000 \| Gehölzgraben \| Gehölzgraben \| \| \| 58,200 \| Hamburg-Wandsbek Pbf (seit 2021 ohne Personenverkehr) \| Hamburg-Wandsbek Pbf (seit 2021 ohne Personenverkehr) \| \| \| 5,329 00,000 \| Hamburg-Wandsbek Rathaus[2] (geplant) \| Hamburg-Wandsbek Rathaus[2] (geplant) \| \| \| \| \| \| \| \| 4,590 00,000 \| zur GUB nach Abzw Horn \| zur GUB nach Abzw Horn \| \| \| 4,300 00,000 \| S-Bahn von Ohlsdorf/Flughafen \| S-Bahn von Ohlsdorf/Flughafen \| \| \| 4,057 59,689 \| Hamburg Hasselbrook \| Hamburg Hasselbrook \| \| \| 2,894 00,000 \| Landwehr \| Landwehr \| \| \| 000 61,671 \| Hamburg-Berliner Tor (Üst) \| Hamburg-Berliner Tor (Üst) \| \| \| 1,485 00,000 \| Hamburg-Berliner Tor \| Hamburg-Berliner Tor \| \| \| \| S-Bahn von Bergedorf, von Berlin \| \| \| \| \| S-Bahn von Harburg \| \| \| \| \| von Hannover, von Ericus (Abzw)/Berlin \| \| \| \| 0,180 63,896 \| Hamburg Hbf (Keilbahnhof) \| Hamburg Hbf (Keilbahnhof) \| \| \| \| nach Hamburg-Altona \| \| |                                                                                               |                                                       |                                                       |
| Strecke |                                                                                               | von Puttgarden                                        | von Puttgarden                                        |
| Bahnhof | 0,000                                                                                         | Lübeck Hbf                                            | Lübeck Hbf                                            |
| Abzweig geradeaus und ehemals nach rechts |                                                                                               | nach Bad Segeberg                                     | nach Bad Segeberg                                     |
| Dienststation / Betriebs- oder Güterbahnhof | 2,150                                                                                         | Lübeck Hgbf                                           | Lübeck Hgbf                                           |
| ehemaliger Bahnhof |                                                                                               | Lübeck-Genin                                          | Lübeck-Genin                                          |
| Abzweig geradeaus und nach links | 2,488                                                                                         | nach Lüneburg, nach Bad Kleinen, nach Schlutup        | nach Lüneburg, nach Bad Kleinen, nach Schlutup        |
| Brücke über Wasserlauf |                                                                                               | Trave                                                 | Trave                                                 |
| Abzweig geradeaus und ehemals von links |                                                                                               | von Bad Kleinen (Verbindungskurve bis 1920)           | von Bad Kleinen (Verbindungskurve bis 1920)           |
| Brücke über Wasserlauf |                                                                                               | Elbe-Lübeck-Kanal                                     | Elbe-Lübeck-Kanal                                     |
| Kilometer-Wechsel | 4,7475,800                                                                                    | Unterlänge 1053 m                                     | Unterlänge 1053 m                                     |
| Haltepunkt / Haltestelle | 6,22000                                                                                       | Lübeck-Moisling (seit 22. Dezember 2023)              | Lübeck-Moisling (seit 22. Dezember 2023)              |
| ehemaliger Haltepunkt / Haltestelle | 7,520                                                                                         | Lübeck-Niendorf                                       | Lübeck-Niendorf                                       |
| Brücke über Wasserlauf |                                                                                               | Trave                                                 | Trave                                                 |
| Brücke |                                                                                               | A 1                                                   | A 1                                                   |
| Brücke |                                                                                               | B 75                                                  | B 75                                                  |
| Bahnhof | 15,833                                                                                        | Reinfeld (Holst)                                      | Reinfeld (Holst)                                      |
| Brücke |                                                                                               | B 75                                                  | B 75                                                  |
| Brücke über Wasserlauf |                                                                                               | Trave                                                 | Trave                                                 |
| Abzweig geradeaus und von rechts |                                                                                               | von Neumünster                                        | von Neumünster                                        |
| Bahnhof mit S-Bahn-Halt (Strecke außer Betrieb) | 23,887                                                                                        | Bad Oldesloe (S-Bahn geplant)                         | Bad Oldesloe (S-Bahn geplant)                         |
| Abzweig geradeaus und ehemals nach rechts |                                                                                               | nach Elmshorn                                         | nach Elmshorn                                         |
| Abzweig geradeaus und ehemals nach links |                                                                                               | nach Ratzeburg                                        | nach Ratzeburg                                        |
| Abzweig geradeaus und ehemals nach links |                                                                                               | nach Schwarzenbek                                     | nach Schwarzenbek                                     |
| Bahnhof mit S-Bahn-Halt (Strecke außer Betrieb) | 29,971                                                                                        | Kupfermühle (S-Bahn geplant)                          | Kupfermühle (S-Bahn geplant)                          |
| Strecke mit Straßenbrücke | 30,447                                                                                        | A 21                                                  | A 21                                                  |
| Bahnhof mit S-Bahn-Halt (Strecke außer Betrieb) | 28,268 35,405                                                                                 | Bargteheide (S-Bahn geplant)                          | Bargteheide (S-Bahn geplant)                          |
| Verschwenkung von links (Strecke außer Betrieb) · Verschwenkung von rechts |                                                                                               | (Ende geplante separate S-Bahn)                       | (Ende geplante separate S-Bahn)                       |
| S-Bahnhof (Strecke außer Betrieb) · Haltepunkt / Haltestelle, ehemals Bahnhof | 23,931 39,910                                                                                 | Ahrensburg-Gartenholz (S-Bahn geplant)                | Ahrensburg-Gartenholz (S-Bahn geplant)                |
| Strecke (außer Betrieb) · Blockstelle | 40,300                                                                                        | Ahrensburg Nord (Awanst)                              | Ahrensburg Nord (Awanst)                              |
| Brücke über Wasserlauf (Strecke außer Betrieb) · Brücke über Wasserlauf | 22,614 41,242                                                                                 | Hunnau                                                | Hunnau                                                |
| S-Bahnhof (Strecke außer Betrieb) · Bahnhof | 21,408 42,437                                                                                 | Ahrensburg (S-Bahn geplant)                           | Ahrensburg (S-Bahn geplant)                           |
| Kreuzung mit U-Bahn geradeaus oben (Strecke geradeaus außer Betrieb) · Kreuzung mit U-Bahn geradeaus oben | 20,365 43,491                                                                                 | U1 Volksdorf – Großhansdorf                           | U1 Volksdorf – Großhansdorf                           |
| S-Bahn-Halt (Strecke außer Betrieb) · Strecke |                                                                                               | Ahrensburg West (geplant)                             | Ahrensburg West (geplant)                             |
| Grenze (Strecke außer Betrieb) · Grenze | 16,827 47,029                                                                                 | Landesgrenze SH/HH                                    | Landesgrenze SH/HH                                    |
| Brücke über Wasserlauf (Strecke außer Betrieb) · Brücke über Wasserlauf | 16,079 00,000                                                                                 | Stellmoorer Quellfluss                                | Stellmoorer Quellfluss                                |
| Brücke über Wasserlauf (Strecke außer Betrieb) · Brücke über Wasserlauf | 13,583 00,000                                                                                 | Wandse                                                | Wandse                                                |
| Strecke (außer Betrieb) · Dienststation / Betriebs- oder Güterbahnhof | 51,000                                                                                        | Hamburg-Rahlstedt Bbf (Bft)                           | Hamburg-Rahlstedt Bbf (Bft)                           |
| Brücke über Wasserlauf (Strecke außer Betrieb) · Brücke über Wasserlauf | 12,691 00,000                                                                                 | Wandse                                                | Wandse                                                |
| S-Bahnhof (Strecke außer Betrieb) · Bahnhof | 12,223 51,665                                                                                 | Hamburg-Rahlstedt (S-Bahn geplant)                    | Hamburg-Rahlstedt (S-Bahn geplant)                    |
| Brücke über Wasserlauf (Strecke außer Betrieb) · Brücke über Wasserlauf | 10,864 00,000                                                                                 | Wandse                                                | Wandse                                                |
| S-Bahn-Halt (Strecke außer Betrieb) · Strecke | 10,496 00,000                                                                                 | Hamburg Pulverhof (geplant)                           | Hamburg Pulverhof (geplant)                           |
| |                                                                                               |                                                       |                                                       |
| S-Bahn-Halt (Strecke außer Betrieb) · Haltepunkt / Haltestelle | 9,273 54,436                                                                                  | Bahnhof Hamburg Tonndorf (S-Bahn geplant)             | Bahnhof Hamburg Tonndorf (S-Bahn geplant)             |
| |                                                                                               |                                                       |                                                       |
| S-Bahnhof (Strecke außer Betrieb) · Strecke | 7,620 00,000                                                                                  | Hamburg Holstenhofweg (geplant)                       | Hamburg Holstenhofweg (geplant)                       |
| Kilometer-Wechsel (Strecke außer Betrieb) · Strecke | 6,829 00,000                                                                                  | Systemwechselstelle =/~ (geplant)                     | Systemwechselstelle =/~ (geplant)                     |
| Strecke (außer Betrieb) · Dienststation / Betriebs- oder Güterbahnhof | 00,000 57,000                                                                                 | Hamburg-Wandsbek Gbf (Bft)                            | Hamburg-Wandsbek Gbf (Bft)                            |
| S-Bahn-Halt (Strecke außer Betrieb) · Strecke | 6,038 00,000                                                                                  | Hamburg Bovestraße (geplant)                          | Hamburg Bovestraße (geplant)                          |
| Brücke über Wasserlauf (Strecke außer Betrieb) · Brücke über Wasserlauf | 5,844 00,000                                                                                  | Gehölzgraben                                          | Gehölzgraben                                          |
| Strecke (außer Betrieb) · Dienststation / Betriebs- oder Güterbahnhof | 58,200                                                                                        | Hamburg-Wandsbek Pbf (seit 2021 ohne Personenverkehr) | Hamburg-Wandsbek Pbf (seit 2021 ohne Personenverkehr) |
| S-Bahnhof (Strecke außer Betrieb) · Strecke | 5,329 00,000                                                                                  | Hamburg-Wandsbek Rathaus (geplant)                    | Hamburg-Wandsbek Rathaus (geplant)                    |
| Strecke (außer Betrieb) · Abzweig geradeaus und nach halblinks |                                                                                               |                                                       |                                                       |
| Kreuzung geradeaus oben (Strecke geradeaus außer Betrieb) · Kreuzung geradeaus oben · Abzweig quer und von halbrechts | 4,590 00,000                                                                                  | zur GUB nach Abzw Horn                                | zur GUB nach Abzw Horn                                |
| Abzweig ehemals geradeaus und von rechts · Strecke | 4,300 00,000                                                                                  | S-Bahn von Ohlsdorf/Flughafen                         | S-Bahn von Ohlsdorf/Flughafen                         |
| S-Bahnhof · Haltepunkt / Haltestelle | 4,057 59,689                                                                                  | Hamburg Hasselbrook                                   | Hamburg Hasselbrook                                   |
| S-Bahn-Halt · Strecke | 2,894 00,000                                                                                  | Landwehr                                              | Landwehr                                              |
| Strecke · Überleitstelle / Spurwechsel | 000 61,671                                                                                    | Hamburg-Berliner Tor (Üst)                            | Hamburg-Berliner Tor (Üst)                            |
| S-Bahnhof · ehemaliger Bahnhof | 1,485 00,000                                                                                  | Hamburg-Berliner Tor                                  | Hamburg-Berliner Tor                                  |
| Abzweig geradeaus und von links · Abzweig geradeaus und von links |                                                                                               | S-Bahn von Bergedorf, von Berlin                      | S-Bahn von Bergedorf, von Berlin                      |
| Abzweig geradeaus und von links · Kreuzung links |                                                                                               | S-Bahn von Harburg                                    | S-Bahn von Harburg                                    |
| Strecke · Abzweig geradeaus und von links |                                                                                               | von Hannover, von Ericus (Abzw)/Berlin                | von Hannover, von Ericus (Abzw)/Berlin                |
| S-Bahnhof · Bahnhof | 0,180 63,896                                                                                  | Hamburg Hbf (Keilbahnhof)                             | Hamburg Hbf (Keilbahnhof)                             |
| Strecke · Strecke |                                                                                               | nach Hamburg-Altona                                   | nach Hamburg-Altona                                   |

Die Bahnstrecke Lübeck–Hamburg ist eine der wichtigsten Eisenbahnhauptstrecken Schleswig-Holsteins und Hamburgs. Sie verbindet die beiden Hansestädte und wird gelegentlich als Teil der internationalen Vogelfluglinie gesehen.

## Streckenbeschreibung
Von Lübeck aus verläuft die Strecke südwestlich durch meist landwirtschaftlich geprägtes, leicht gewelltes Flachland. Die Trave wird drei Mal gequert. Wichtigster Zwischenhalt ist Bad Oldesloe, wo die Eisenbahnstrecke nach Bad Segeberg und Neumünster abzweigt. Zwischen Ahrensburg und Hamburg-Rahlstedt verläuft die Strecke entlang des Stellmoorer Tunneltales. Auf Hamburger Stadtgebiet wird nach Querung der Güterumgehungsbahn parallel zur S-Bahn-Strecke der Hamburger Hauptbahnhof von Osten aus erreicht.

## Geschichte
Bereits 1831 wurde der Bau einer Bahnstrecke zwischen Lübeck und Hamburg diskutiert. Zuerst kam es jedoch wegen der Weigerung der das Herzogtum Holstein regierenden dänischen Behörden zum Bau der Bahnstrecke Lübeck–Büchen durch die Lübeck-Büchener Eisenbahn (LBE). So war Lübeck an die Berlin-Hamburger Bahn angeschlossen, Züge nach Hamburg mussten aber den rund 32 Kilometer längeren Weg über Büchen in Kauf nehmen. Erst am 1. August 1865 wurde die Direktverbindung von Lübeck nach Hamburg durch die LBE eröffnet. Der zweigleisige Ausbau wurde aufgrund der raschen Zunahme des Verkehrs bereits nach wenigen Jahren erforderlich und konnte bis 1878 vollständig abgeschlossen werden. Die Bahnstrecke endete in Hamburg zunächst am Lübecker Bahnhof im Stadtteil Hammerbrook. Nach Fertigstellung des Hamburger Hauptbahnhofes 1906 wurden die Gleise der Lübecker Bahn zusammen mit denen der Berliner Bahn zum neuen Hauptbahnhof geführt. Walther Brecht, zu dieser Zeit Vorsitzender Direktor der LBE, erhielt für seine Umgestaltung der Bahnanlagen der LBE anlässlich der Bahnhofseröffnung den Roten Adlerorden 2. Klasse und auf dem Krönungs- und Ordensfest am 18. Januar 1907 den Königlichen Kronen-Orden 2. Klasse verliehen.
In Folge des Ersten Weltkrieges wurden im Friedensvertrag von Versailles Maßnahmen verfügt, die den schnellen Transport militärischer Güter auf strategischen Strecken erschweren sollten. In diesem Zuge musste die zum rangierfreien Weitertransport nach Stettin und Ostpreußen südlich Lübecks bestehende Verbindungskurve zur Bahn Richtung Bad Kleinen abgebaut werden.
Am 18. September 1952 verunglückte der Eilzug E 902 auf dem Weg von Lübeck nach Hamburg im morgendlichen Berufsverkehr aufgrund eines Schienenbruches stadtauswärts der Wallstraßenbrücke in der Nähe des Bahnhofs Berliner Tor im Hamburger Stadtteil Hammerbrook. Bei diesem Unglück kamen acht Personen ums Leben, rund 60 weitere wurden verletzt. Im Untersuchungsbericht ist später von einem 27,5 cm langen Stück der Innenschiene aus der vor der Brücke liegenden Kurve als mutmaßliche Ursache für das Unglück die Rede, im Zusammenspiel mit von den damaligen Messzügen nicht erfassbaren vorausgegangenen Beschädigungen auf der Schienenunterseite.
1963 wurden die Bahnstrecken Lübeck–Puttgarden und Rødby Havn–Kopenhagen zur Vogelfluglinie ausgebaut. Damit vergrößerte sich das Angebot an Fernreisezügen zwischen Lübeck und Hamburg. Neben den Zügen nach Kopenhagen verkehrten Interzonenzüge Richtung Rostock. Die Schnellzüge, der TEE Merkur und die TEEM-Güterzüge Richtung Puttgarden wurden mit Diesellokomotiven der Baureihe 221, später Baureihe 218, bespannt.
In den 1960er und 1970er Jahren wurden die Eilzüge im Wendezugbetrieb mit Diesellokomotiven der Baureihe 220 bespannt. Als Besonderheit führten diese Züge neben Eilzugwagen der Gattung yl bis 1977 Doppelstockwagen der früheren LBE mit. Die Strecke Lübeck–Hamburg war damals die einzige Strecke der Deutschen Bundesbahn, auf der Doppelstockwagen eingesetzt wurden.
Regionalbahnen im Abschnitt Hamburg–Bad Oldesloe wurden bis Dezember 2008 zuletzt mit modernisierten n-Wagen („Silberlingen“) oder Doppelstockwagen mit Bespannung durch Diesellokomotiven der Baureihe 218 oder Triebwagen der Baureihe 628 gefahren.
Die Bahnstrecken Lübeck-Travemünde–Lübeck und Lübeck–Hamburg wurden 2008 elektrifiziert. Dazu wurde für 14 Millionen Euro das dezentrale Bahnstrom-Umrichterwerk Lübeck-Genin gebaut, das die Bahnstrecke Lübeck–Hamburg mit Einphasenwechselstrom von 15 kV 16,7 Hertz versorgt. Zum Fahrplanwechsel im Dezember 2008 wurde der Zugbetrieb mit Elektrolokomotiven aufgenommen. Seitdem wird auch ein ICE der Linie 25 aus/nach München über Hamburg nach Lübeck durchgebunden.
Der seit dem Bau der Großer-Belt-Brücke zwischen Fünen und Seeland deutlich reduzierte Eisenbahnfernverkehr zwischen Hamburg, Lübeck und Kopenhagen wurde von Dezember 2007 bis Dezember 2016 mit Intercity-Express-Zügen der DB sowie EuroCity-Zügen der Danske Statsbaner betrieben. Diese Züge wurden mit Diesel-ICE der deutschen Baureihe 605 und dänischen MF-Garnituren gefahren. Ab Dezember 2017 wurden die EC-Dienste ausschließlich durch dänische Garnituren bedient. Seit Dezember 2019 wird diese Linie aufgrund der Errichtung der Fehmarnbeltquerung zwischen Deutschland und Dänemark nicht mehr bedient.
Zwischen Ahrensburg und Bargteheide wurde ab 2009 der Haltepunkt Ahrensburg-Gartenholz gebaut. Die Eröffnung der Station zum Fahrplanwechsel 2009 scheiterte jedoch an rechtlichen Fragen und wurde mit einem Jahr Verzögerung am 12. Dezember 2010 vollzogen.
Am Haltepunkt Lübeck-Moisling halten seit 22. Dezember 2023 halbstündlich die Züge der Linien RE8 und RE80. Die avisierte Eröffnung zum 10. Dezember (Fahrplanwechsel) konnte nicht eingehalten werden. Vorerst wurden provisorische Zugangswege errichtet; die endgültige Wegeführung sowie eine Fahrradabstellanlage sollen bis Sommer 2024 fertig gestellt sein.

## Betrieb

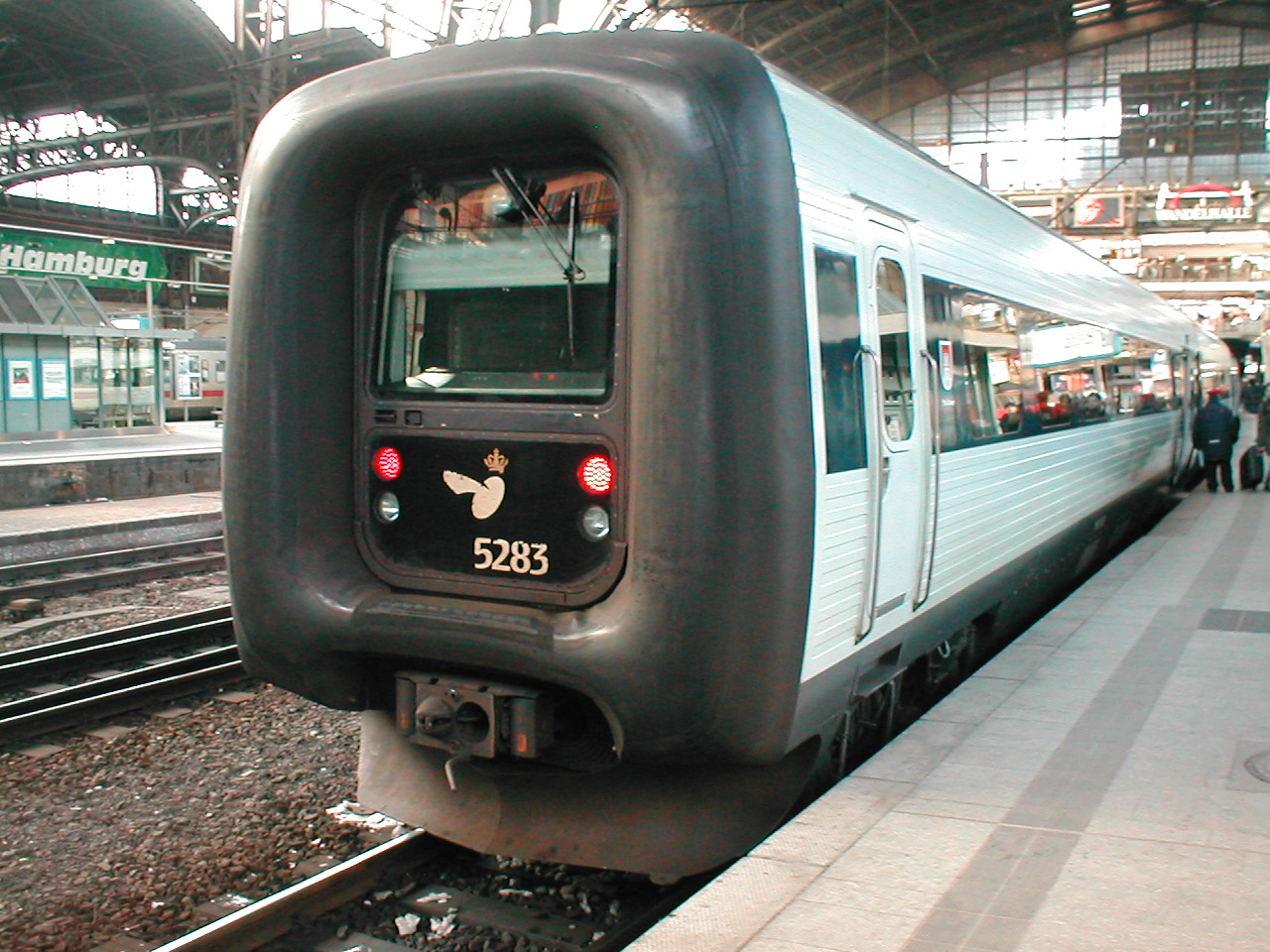
MF der Dänischen Staatsbahnen in Hamburg Hauptbahnhof

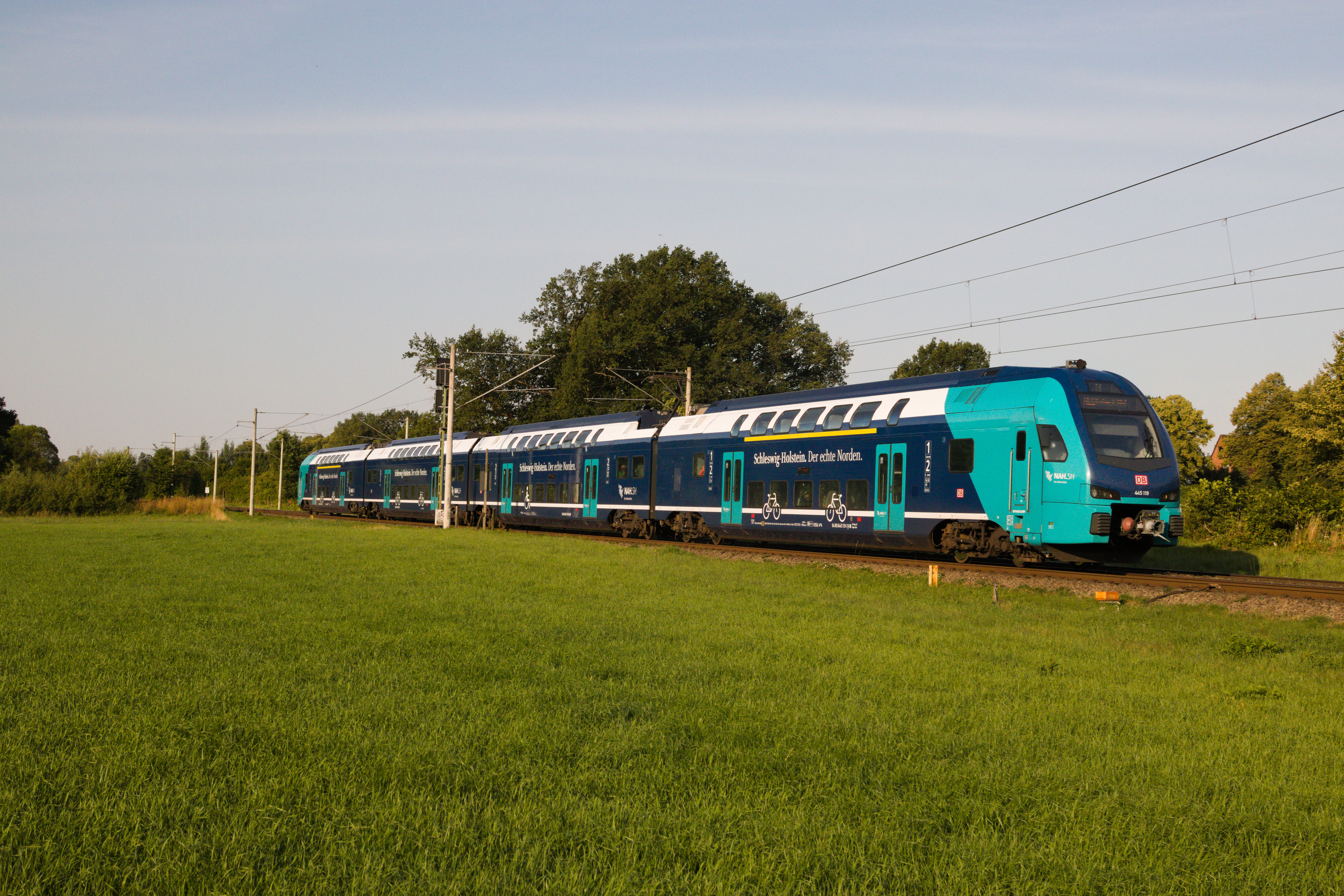
Stadler KISS

Die Strecke Hamburg–Lübeck gehört den Strecken mit den meisten Bahnreisenden in Schleswig-Holstein. Die Zahl der Reisenden an einem durchschnittlichen Tag (Montag–Sonntag) betrug im Jahr 2018 nach Angaben des Nahverkehrsverbundes Schleswig-Holstein (NAH.SH) 30.030 (Hamburg Hbf–Ahrensburg), 19.990 (Ahrensburg–Bad Oldesloe) und 13.230 (Bad Oldesloe–Lübeck).
Zwischen Lübeck Hauptbahnhof und Hamburg Hauptbahnhof verkehren täglich und rund um die Uhr stündlich Regional-Express der Linie RE8 mit Halt in Lübeck-Moisling, Reinfeld (Holst) und Bad Oldesloe. Sie wird werktags außer Samstags weiter bis Lübeck-Travemünde Strand durchgebunden (vor dem Fahrplanwechsel 2023 nur an den Sommerwochenenden). Die Linie RE80 ergänzt sie bis auf eine nächtliche fünfstündige Unterbrechung zum Halbstundentakt und hält zusätzlich in Ahrensburg. Auf dem Abschnitt Hamburg Hbf – Ahrensburg – Bad Oldesloe verkehrt als Regionalbahn die Linie RB81 mit Halt an alle Stationen, jeweils stündlich Hamburg – Bad Oldesloe und Hamburg – Bargteheide, die sich südlich von Bargteheide zum Halbstundentakt überlagern. Zusätzlich werden zur Hauptverkehrszeit weitere Zugpaare der Linie RB81 bis Ahrensburg für einen Viertelstundentakt eingelegt.
In den Hauptverkehrszeiten morgens und nachmittags verkehrten einige Regional-Express-Züge als Linie RE83, welche in Lübeck Hbf von und nach Kiel Hbf über Eutin und Preetz durchgebunden wurden. Diese Züge bestanden meist aus einer Lok der Baureihe 218, einer nicht arbeitenden Lok der Baureihe 112 und 4–5 Doppelstockwagen. Grund waren Überführungsfahrten der Garnituren zum Werk Kiel.
Die Züge der Regional-Express-Leistungen RE8 und RE80 wurden aus einer Lok der Baureihe 112 sowie ab 2020 zunehmend der Baureihe 146.3 und 6–7 Doppelstockwagen gebildet und wurden in Tagesrandlage als RE70 über Neumünster nach Kiel Hbf überführt. An Wochenenden wurden für die Linie RE80 jedoch kürzere Züge mit nur 4–5 Doppelstockwagen genutzt; hierfür wurden die Garnituren genutzt, die an Wochentagen für die Kurzläufer der RB81 genutzt wurden. Dies hatte den Grund, dass die längeren Garnituren mit 6–7 Wagen an den Sommerwochenenden für die Verlängerung des RE8 bis Travemünde benötigt wurden.
Die bisher eingesetzten Wendezüge wurden durch insgesamt 18 neue Triebzüge vom Typ KISS des Herstellers Stadler ersetzt. Die vierteiligen Doppelstocktriebzüge werden in Doppeltraktion eingesetzt (in Tagesrandlagen auch einzeln) und sind im Design des NAH.SH lackiert. Am 16. Januar 2023 erfolgte der erste Einsatz im Fahrgastbetrieb. Vorerst verkehrte jeweils ein Fahrzeug zwischen Lübeck und Travemünde sowie zwischen Lübeck und Hamburg. Mittlerweile werden die Linien RE8, RE8X, RE80 und RE86 ausschließlich mit Doppelstockzügen vom Typ KISS gefahren.
Die RB 81 fährt dagegen weiter mit 112.1 oder 146 und planmäßig 6 Doppelstockwagen.
Diese sind für die Anbindung an das Werk Kiel umlauftechnisch mit dem RE 70 Hamburg-Kiel verknüpft.
Dadurch kam es auch schon zum außerplanmäßigen Einsatz von Twindexx auf der RB 81, die sonst ausschließlich auf den Linien RE 7 und teilweise RE 70 verkehren.

## Zukunft

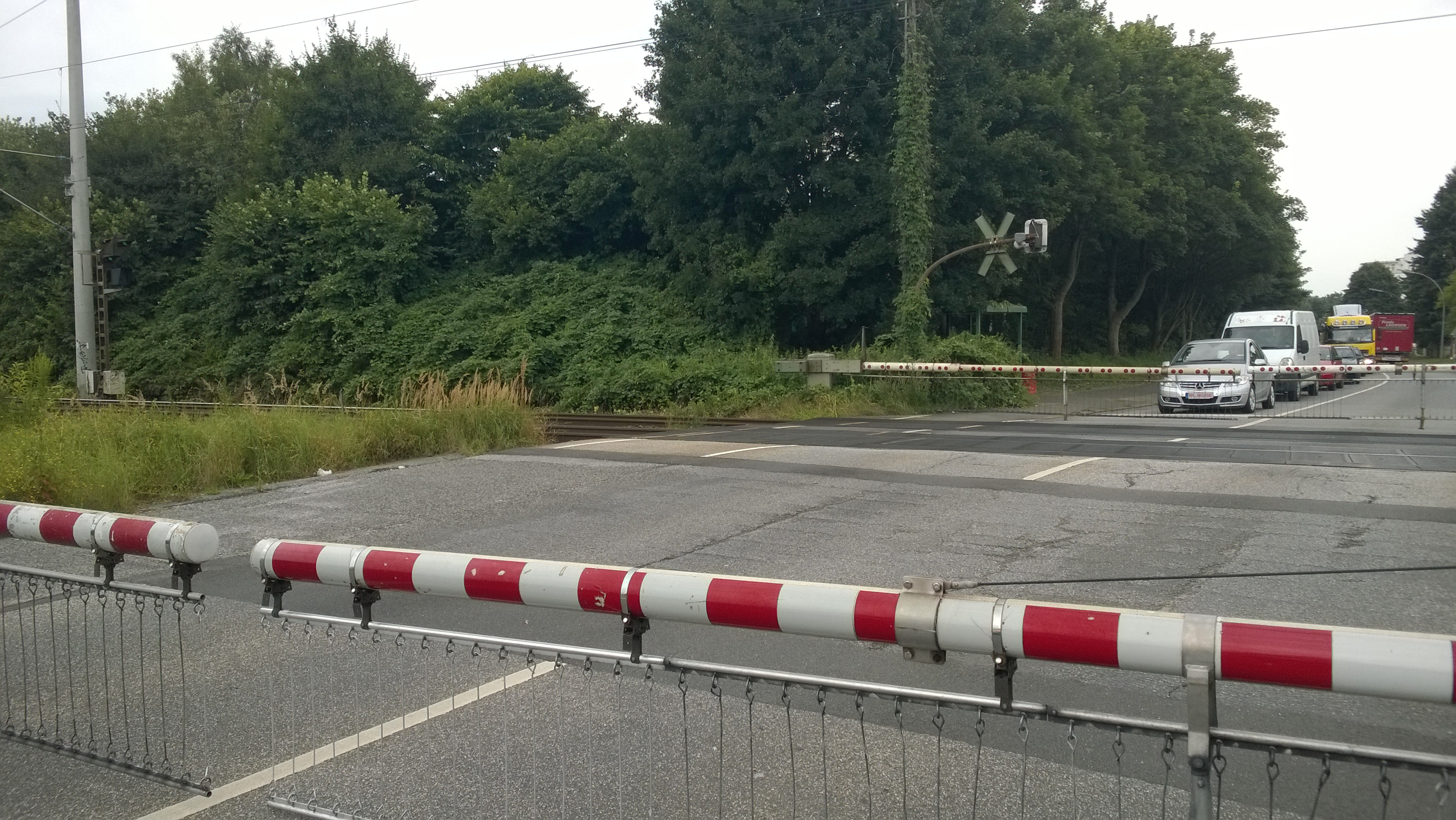
Der Bahnübergang Jenfelder Straße, zu erkennen sind Freiflächen für zusätzliche Gleise.

Zwischen Hamburg Hasselbrook und Ahrensburg-Gartenholz wird parallel eine eigene Strecke für die S-Bahn Hamburg gebaut. Die neue Linie S4 soll dann Hamburg und Bad Oldesloe verbinden und dabei zwischen Gartenholz und Bad Oldesloe auf die Bestandsstrecke übergehen. Frühere Planungen sahen eine eigene S-Bahn-Strecke bis Bargteheide vor, jedoch wurde 2015 beschlossen, die Strecke bereits in Gartenholz enden zu lassen. Die S-Bahn-Linie wird die bestehende Linie RB81 ersetzen, die RE-Linien bleiben davon unberührt.
Bis November 2019 wurden dazu die beiden Bahnübergänge auf der Hammer Straße in Marienthal (Bahnstrecke Lübeck–Hamburg sowie das 350 Meter östlich abzweigende und die Hammer Straße 70 Meter weiter südlich kreuzende Gleis der Güterumgehungsbahn nach Hamburg-Rothenburgsort) durch Unterführungen ersetzt, ferner auch der 3 Kilometer weiter östlich liegende Bahnübergang Jenfelder Straße ganz aufgegeben, was als Voraussetzung für den Ausbau zur S-Bahn gesehen wird.
Der Bahnhof Hamburg-Wandsbek wurde im Zuge des Ausbaus als Reisezughalt zum 12. Dezember 2021 aufgegeben und soll durch die zwei neuen Haltepunkte Claudiusstraße und Bovestraße im Abstand von 620 Metern vor und hinter dem alten Bahnhof ersetzt werden. Außerdem sollen die neuen Stationen Holstenhofweg, Am Pulverhof und Ahrensburg West (mit Übergang zur U-Bahn) gebaut werden.
Die vollständige Inbetriebnahme ist zum Stand 2021 für 2029 angesetzt.
Am 26. August 2020 erging der Planfeststellungsbeschluss für den Planfeststellungsabschnitt 1 zwischen Hasselbrook und Luetkensallee in Wandsbek durch das Eisenbahn-Bundesamt (EBA).
Für Juli bis Dezember 2027 ist eine umfangreiche Sanierung der Strecke vorgesehen. Für diesen Zeitraum wird die Strecke vollgesperrt werden. Erneuert werden Oberbau, Leit- und Sicherungstechnik, Ingenieursbauwerke sowie Kabeltiefbau. Aufgrund der Bedeutung der Strecke für den TEN-V ScanMed Korridor wird die Strecke mit ETCS ausgerüstet. Die Vollsperrung soll ebenfalls für die S4-Netzerweiterung genutzt werden, um die Auswirkungen der Bauarbeiten zwischen 2027 und 2029 zu reduzieren.